# Roan
Roan er en tidligere kommune i Trøndelag fylke i Norge. Den ligger ude mod Norskehavet på Fosenhalvøen, og grænser mod nord mod Osen, i syd mod Åfjord og i øst mod Nord-Trøndelag fylke med Namdalseid kommune. Roan blev i forbindelse med Kommunereformen i Norge 1. januar 2020 lagt sammen med Åfjord kommune.

## Historie
Den 1. juni 1892 blev Bjørnør kommune delt op i kommunerne Stoksund, Roan og Osen.

## Tusenårssted
Kommunens tusenårssted er Roan Kirke som også kaldes "Fosenkatedralen" og regnes blandt regionens fineste kirker.

## Eksterne links
1. ↑  Vedtak 811 i Endringer i kommunestrukturen publiseret af Stortinget.

- Tal om Roan kommune Arkiveret 9. februar 2005 hos  Wayback Machine
- Roan på snl.no

64°09′01″N 10°18′09″Ø / 64.1503°N 10.3025°Ø